# Fernando Sylvan

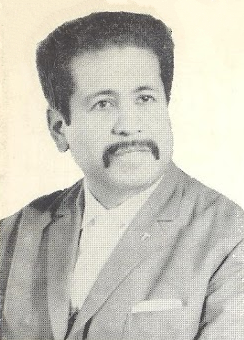
Fernando Sylvan

Fernando Sylvan (Dili, 1917- Cascais, 1993), poeta, novelista y ensayista de Timor Oriental. 
Pasó la mayor parte de su vida en Portugal, donde además murió. La distancia entre Portugal y Timor no le impedía seguir escribiendo sobre las tradiciones, leyendas o folclore de su país. Uno de sus temas favoritos es la infancia. Se le considera uno de los grandes poetas en portugués y fue miembro y presidió la Sociedade de Língua Portuguesa.